# Совте
Совте (фр. sauveté) или совтер (фр. sauveterre) — участок земли в эпоху Средневековья на юге Франции, обладавший статусом экстерриториальности, находившийся под защитой католической церкви, на котором не применялось светское законодательство. Периметр такой свободной территории, внутри которой запрещалось преследовать беглецов, обозначался на местности межевыми каменными столбами. В названиях множества коммун Франции вплоть до настоящего времени сохранилось слово «совтер».
Совте, являясь зоной безопасности, образуемой, как правило, вокруг здания церкви, стали предшественниками небольших сельских поселений. Совте создавали на юге Франции в эпоху великой распашки целинных земель в период между XI и XII веками, главным образом, по инициативе Церкви в рамках церковного права убежища и церковного установления Мира Божьего, вследствие чего они пользовались гарантией ненападения. Совте относятся к разряду смешанного церковно-светского убежища.
Коммунальное движение во Франции стало набирать силу в XI веке. Список совте, образованных в Гаскони, показывает, что они были сформированы в период с 1027 по 1141 год.
Поначалу совте выполняли задачи колонизации и освоения целинных земель. Являясь местом убежища, находившимся под контролем какого-либо аббатства, монастыря или приорства, начиная с XI века они трансформировались в «вольные поселения», на территории которых соблюдалась неприкосновенность жителей. Считалось, что на их территории Мир Божий действует постоянно и их население может трудиться на безопасной земле, поскольку нарушители Мира Божьего предавались анафеме.
Совте стали действительно новыми селениями, поскольку создавались на неосвоенной прежде территории с целью привлечения и удержания крестьян на пустынных и бедных землях. Монахи таким образом расширяли площадь огороженных священных земель, отмечая их границы каменными межевыми столбами увенчанными крестом, которые назывались «пирамиды совте». Такие начинания привели к появлению на юге Франции множества поселений, которые привлекали бродяг, но большей частью там обживались крестьяне из близлежащих земель, искавшие убежище и защиту от феодальных войн, а также освобождение от тяжких повинностей.
Согласно источникам, совте юго-запада Франции имели двойную роль — помимо заселения целинных земель они были остановками на паломническом пути святого Иакова.